# Kanō Eitoku
Pour les articles homonymes, voir Eitoku.
Kanō Eitoku (狩野 永徳) de son vrai nom : Kanō Kuninobu, nom familier : Genjirō, nom de pinceau : Eitoku, né le 16 février 1543 dans la Province de Yamashiro, mort le 12 octobre 1590 est un peintre japonais de l'école Kanō.

## Les sources bouddhiques (avant leXIIesiècle)
Autant qu'on sache, les premiers habitants du Japon viennent d'Asie. On a peu de témoignages sur ce qu'est l'art pictural de ces populations avant l'avènement du bouddhisme au VIe siècle de notre ère. C'est seulement entre le IVe et VIe siècles (époque dite des Grandes Sépultures) qu'apparaissent les premières représentations d'ordre véritablement pictural. L'emploi des couleurs est encore des plus sommaires: ocres rouge et jaune, argile (blanc de kaolin), avec quelques traces de peinture verte ou noire d'origine minérale.
Plus encore que dans le domaine politique ou social, c'est dans le domaine technique et bientôt artistique, que l'influence chinoise se révèle déterminante. Les plus anciens vestiges de cette période sont conservés à Nara dans un temple (le Hōryū-ji) dont la décoration remonte au VIIe siècle. La plupart des peintures des sanctuaires de Nara, ont disparu. Le peu qui en reste témoigne d'un art consommé de la couleur et déjà, de cette étonnante maîtrise du trait sur laquelle se fonde toute la tradition picturale de l'Extrême-Orient. Cet art, strictement religieux, prospère davantage encore à l'époque Heian (IXe – XIIe siècles), parallèlement à l'expansion des sectes bouddhiques Tendai et Shingon.
À partir du Xe siècle, tandis que le pouvoir prend pour la première fois ses distances avec la Chine (les ambassadeurs dépêchés sur le Continent sont rappelés en 894), se développe une culture moins étroitement cléricale, plus japonaise surtout. L'empereur, qui n'a plus désormais qu'un rôle effacé, voit le pouvoir lui échapper au profit d'une famille de véritables « maires du palais », les Fujiwara, qui tiennent les devant de la scène jusqu'au XIIe siècle (la fin de l'époque Heian est souvent baptisée « ère Fujiwara »). Une vie aristocratique brillante s'épanouit à la cour. La poésie et la littérature s'affranchissent des normes continentales. Cent ans plus tard, cette période inspire la première école de peinture nationale: celle des emaki, véritables « romans graphiques » où l'art japonais du pinceau s'affirme enfin de façon complètement indépendante.

## La tentation du décoratif (XVIe–XVIIesiècles)
Cette évolution est dans l'air depuis la fondation de ce qu'on appelle l'École Kanō. Kanō Masanobu, l'ancêtre qui vit presque centenaire, est le premier à défendre un style d'esprit résolument laïc. Mais c'est au prix de la liberté. Les artistes travaillent désormais pour la cour du shōgun, où le grave Confucius détrône l'insouciant Lao Tseu. À la peinture intimiste des moines zen, succède un art plus monumental et surtout plus décoratif. Dans le même temps, l'influence chinoise cède du terrain. La lignée des Kanō, et d'abord  Kanō Motonobu réussit dans les genres les plus divers. Sa manière, trait incisif, emploi fréquent de la couleur, sens du détail précieux, est portée à son plus haut point de virtuosité par Kanō Eitoku, et plus tard par Kanō Tannyū et Kanō Naonobu.
Mais Eitoku, s'il excelle dans un art qui sait mêler avec discrétion encre et couleurs légères, cède aussi à la mode imposée par la cour de Momoyama et se lance trop souvent dans de vastes compositions décoratives (fleurs aux couleurs « plus vraies que nature », oiseaux bariolés, nuages d'or) dont l'indiscutable perfection technique cache mal le défaut d'inspiration. L'avènement des Tokugawa à l'aube du XVIIe siècle n'arrange pas les choses. Le fondateur de la dynastie, Ieyasu, s'emploie à effacer toute trace de son rival et fait détruire le château d'Osaka, où périssent la plupart des œuvres d'Eitoku.

## Influence de l'art chinois

### Développement de la peinture monochrome duXIIIeauXVIesiècle
La peinture au Japon se développe jusqu'au XIIe siècle suivant une ligne assez nette: en assimilant le style et la technique de la peinture chinoise, surtout celle de l'époque des Tang, elle forge au cours de l'époque Heian un art proprement japonais, empreint de lyrisme et de délicatesse, pour les sujets religieux aussi bien que pour les sujets profanes. Bien que le style national ainsi établi domine encore au XIIIe siècle, les apports du continent sous la dynastie des Song puis des Yuan pénètrent petit à petit et finissent par donner, dès le XIVe siècle, un aspect différent à la peinture japonaise. En dehors de la capitale, la peinture monochrome se répand aussi dans les régions de l'est et de l'ouest. Les seigneurs locaux accroissent leur indépendance politique et économique et patronnent des peintres ou pratiquent eux-mêmes la peinture monochrome.

## Biographie
Eitoku est l'incarnation de l'époque Momoyama au cours de laquelle des guerriers tels Nobunaga et Hideyoshi, hommes nouveaux et ambitieux, tentent d'unifier le pays et affirment leur prestige par la somptuosité de leurs demeures, décorées par Eitoku. Celui-ci crée un style bientôt classique, qui reste jusqu'à la fin du Shôgunat Tokugawa (1868) le genre officiel bien que teinté d'un certain académisme. Fils de Kanō Shōei et petit-fils de Kanō Motonobu, peintre officiel de la cour des Ashikaga, Eitoku entame une brillante carrière sous la direction de son grand-père.
Parmi les diverses tendances qui tentent aux XVe et XVIe siècles d'assimiler la nouvelle technique du lavis, celle qui a la plus grande portée historique est École Kanō. Son grand-père Motonobu lui transmet l'art de la grande composition murale, un des résultats les plus fructueux de l'influence de la peinture des Song et des Yuan. Cet art s'épanouit dans la période suivante des Momoyama (XVIe et XVIIe siècles) grâce à Eitoku et bien d'autres artistes de génie.
Il acquiert vite un style personnel, comme le prouve dès 1566 la décoration intérieure du temple Jukō-in, au monastère du Daitoku-in à Kyōto, exécutée en collaboration avec son père Shōei. L'ensemble comprend seize portes à glissière centrées sur deux grandes compositions: un prunier en fleur avec des oiseaux et un pin au tronc tordu près duquel se tient une grue. L'influence Motonobu y est encore sensible, mais la touche plus souple insuffle à l'œuvre un dynamisme nouveau.
Il en va de même dans une autre œuvre de jeunesse, une paire de paravents à six feuilles, le Rakuchū-Rakugai zu byōbu, représentant des vues de la capitale (Kyōto ) et de ses alentours. En 1567 et 1568, Eitoku décore avec trois disciples le palais de la famille ministérielle des Konoe, ce qui prouve qu'à l'âge de vingt-quatre ans il est déjà à la tête d'un atelier connu de la cour. Mais le peintre doit sa gloire à la décoration du château d'château d'Azuchi que Nobunaga fait construire, à partir de 1576, sur les bords du Lac Biwa, près de Kyōto. Eitoku se consacre pendant quatre ans à la décoration de cet étonnant édifice malheureusement bientôt disparu, lors d'un incendie en 1582.

## L'âge d'or de la peinture murale

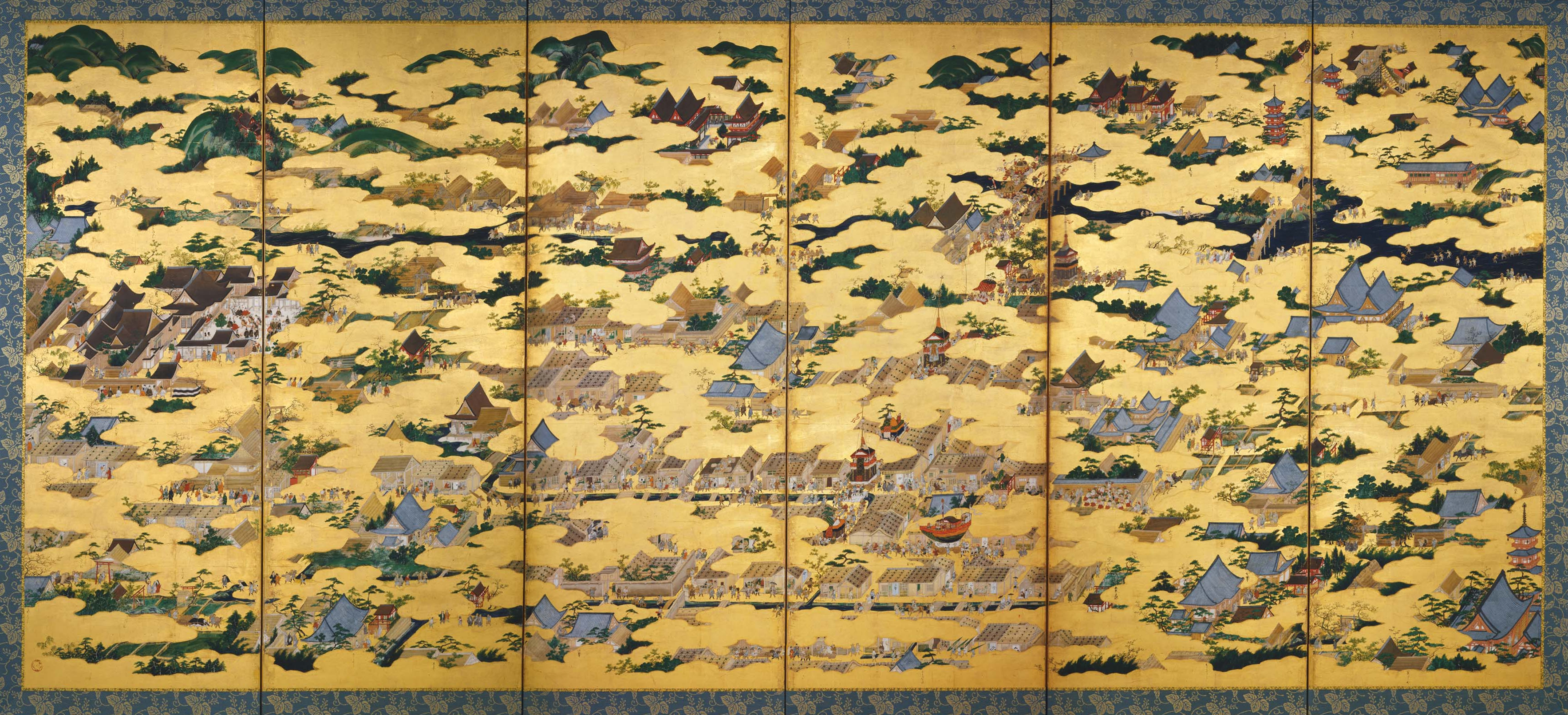
Vues à l'intérieur et à l'extérieur de la capitale, Kyoto. Paravent à six feuilles. Couleurs et or sur papier honkin, 160,5 x 364.5 cm. 1561-1562. Yonezawa City Uesugi Museum.

## L'âge d'or de la peinture murale (XVIeetXVIIesiècles)

### Nouvelle Ère, nouveau Style
Après la grande guerre civile (1467 de l'Ère Ōei), qui ravage pendant onze ans la capitale de Kyōto, parmi les grands seigneurs qui rivalisent pour l'unité d'une région et ensuite du pays tout entier, un jeune héros de la province Owari, Nobunaga Oda (1534-1582), installe son pouvoir sur la capitale en 1568. Il poursuit énergiquement l'unification du pays, ce qui procure au Japon un nouvel âge d'or. De sa rencontre avec Kanō Eitoku, nait en peinture, un style grandiose.
Le terrain est déjà préparé quand Nobunaga s'adresse à l'artiste pour lui confier des travaux de première importance. En 1574, c'est une paire de paravents représentant la ville de Kyōto que Nobunaga veut offrir en cadeau officiel à Kenshin Uesugi, puissant chef du Nord. Grande composition polychrome sur fond d'or, ces paravents, conservés encore de nos jours dans la même famille, montrent l'aspect détaillé de la capitale, vue en perspective cavalière.
Le sens réaliste d'Eitoku l'amène à disposer palais et monuments avec l'exactitude d'un cartographe, tandis que chaque quartier est animé par des scènes pleines de vie évoquant les différents métiers et les fêtes populaires. Cependant, sa gloire provient de la décoration du château d'Azuchi, que Nobunaga fait construire à partir de 1576 au bord du Lac Biwa. Pendant quatre ans, Eitoku se consacre à la direction des travaux de décoration de ce château d'un type nouveau, dominé par un haut donjon à sept étages, qui symbolise à juste titre l'avènement d'une ère nouvelle.

### De l'apogée à la destruction
Malheureusement, cette étonnante construction est détruite en 1582, lors de la mort tragique de Nobunaga. Plusieurs documents de l'époque décrivent en détail la splendeur inusitée du monument, et surtout les magnifiques peintures murales d'Eitoku qui ornent toutes les salles à chaque étage. Les visiteurs sont éblouis par la richesse des techniques employées des grandes compositions polychromes rehaussées de feuilles d'or qui ornent les salles des sept étages, chacune étant consacrée à un seul thème floral: fleurs de prunier, pivoines, érables rouges, évoquant ainsi le déroulement des saisons. Eitoku crée une technique nouvelle: le dami-e, peinture aux couleurs vives et opaques, empruntées à l'École Tosa, sur un fond doré. Les peintures, aux cernes souples et épais, sont exécutées sur un papier blanc, puis entourées de rectangles de papier doré, découpés et collés sur le fond. Cet espace doré confère à la peinture polychrome un effet des plus décoratifs et reflète bien le faste de l'époque.

### Conception et mise en œuvre
Hideyoshi Toyotomi prend ensuite le pouvoir et assure au Japon l'essor de l'époque Momoyama, nom dérivé du site de son dernier château. Il apprécie lui aussi le génie d'Eitoku et lui confie la décoration du château d'Osaka (1583) et du palais de Juraku à Kyōto (1587), qui surpasse en grandeur et en richesse toutes les demeures des souverains précédents. Eitoku entreprend courageusement l'exécution de ces travaux avec l'aide des nombreux peintres de son atelier, et notamment ses frères cadets Kanō Sōshū, Kanō Naganobu, ses fils Kanō Mitsunobu et Kanō Takanobu et de son disciple favori et fils adoptif, Kanō Sanraku. 
Les travaux sont répartis salle par salle et il se réserve les parties les plus importantes. Se consacrant presque uniquement à l'élaboration de ses grands sujets décoratifs, Eitoku n'a que peu de temps pour des œuvres de petites dimensions; toutefois les trois œuvres qui restent comme des échos des vastes créations disparues, apportent un témoignage du style de sa maturité. Ayant à couvrir les vastes parois d'un grand bâtiment, le maître répartit les travaux salle après salle entre ses assistant, donnant seulement les indications nécessaires pour le sujet à traiter et la composition. Pour sa propre tâche, il se réserve les parties les plus importantes. Son style puissant correspond parfaitement à ces grandes décorations.

## Vestige de l'Œuvre peinte d'Eitoku
Il est le premier à instaurer dans la grande composition murale l'emploi audacieux de feuilles d'or appliquées, qu'il réserve à la représentation de la terre et des nuages. Cet espace doré confère à la peinture polychrome un effet extrêmement décoratif et brillant qui prend de plus en plus d'importance jusqu'à devenir un fond d'or. Surchargé de travaux importants, Eitoku voit sa santé s’affaiblir rapidement et il meurt en 1590, à l'âge de quarante-sept ans. Rien ne reste non plus des peintures murales des châteaux d'Osaka, faites en 1583 et du palais Juraku, en 1587, pour le successeur de Nobunaga, Hideyoshi Toyotomi, et qui surpassent en richesse toutes les demeures des souverains antérieurs.
Deux d'entre elles sont des décors officiels, le Paravent aux lions à la chinoise, conservé par la maison impériale, et le Paravent au cyprès, du musée National de Tōkyō. Si ces œuvres montrent peut-être plus de sécheresse que dans les œuvres de jeunesse, l'absence de détails prouve la puissance de synthèse à laquelle parvient l'artiste : les deux lions, blanc, vert et brun, se détachent sur fond d'or et semblent se mouvoir dans un espace abstrait, tandis que l'immense cyprès du second paravent se dresse au-dessus d'une nappe d'eau d'un bleu profond et déploie ses branches remarquablement symétriques, sur un fond d'or.
L'accent de plus en plus décoratif sacrifie l'émotion à l'effet, tendance qui va s'accentuant dans l'atelier des Kanō.
En peinture, le goût pour le lavis que les moines manifestent aussi, se répand aux nobles du gouvernement militaire dès la fin du XIVe siècle. Les premiers moines-peintres japonais qui pratiquent cette peinture ont comme sujets favoris, les images des divinités vénérées dans la secte : Shaka-muni, Monju, Kannon, etc; les figures des saints : Daruma Daruma, Hotei (Pou-tail), ou les actes de la vie des patriarches ou ermites chinois. Quelques plantes, telles que le bambou, le prunier, l'orchidée, dont on apprécie le caractère symbolique de pureté ou la solitude spirituelle, sont souvent représentées.
Peu avant sa mort, Hideyoshi lui confie la décoration d'un splendide palais construit pour son fils adoptif. Ce précieux vestige permet d'apprécier le style du maître. Un tronc gigantesque et tordu dont les branches s'étendent en tous sens occupe toute la surface; une nappe d'eau bleu foncé qui symbolise une profonde vallée et un nuage aux formes décoratives fait de feuilles d'or appliquées qui accentuent la vivacité des tons constituant l'arrière-plan. Un autre paravent (de 225 cm par 459,5 cm) du trésor impérial représente un couple de lions fabuleux (kara-jishi), symboles du pouvoir princier; l'attribution de cette œuvre à Eitoku par son petit-fils Kanō Tannyū est encore admise aujourd'hui.

## Œuvre majeure de jeunesse

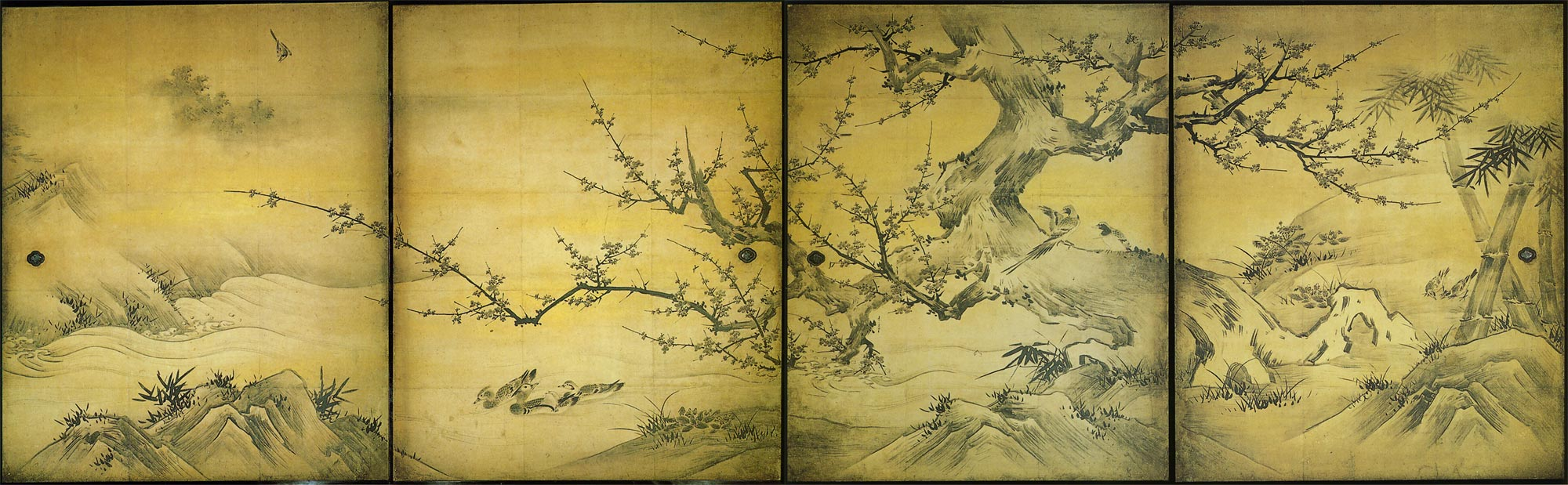
Kanō Shōei et son fils Kanō Eitoku. Fleurs et oiseaux des quatre saisons. XVIe siècle. Encre sur papier, 2 paires de 16 fusuma, 2 x (176x142 cm.)., Kyoto

À l'inverse, cette œuvre de jeunesse, les panneaux à glissière du Jukō-in, œuvre exécutée en collaboration avec son père Shōei. Dans la salle centrale, devant l'autel, c'est au jeune peintre, alors âgé de vingt-quatre ans, qu'est confié la grande composition d'arbres et d'oiseaux aux quatre saisons.
Les quatre portes à glissière du côté est (à droite en entrant) sont ornées d'un paysage printanier avec un prunier en fleurs penché sur un ruisseau; des oiseaux jouent paisiblement dans les branches et sur l'eau. Par le seul emploi de l'encre sur le fond blanc du papier, l'artiste réussit à rendre avec bonheur l'atmosphère claire et gaie du printemps. En remontant le cours d'eau à gauche, on passe à la paroi nord composée de huit petites portes à glissière, où se déploie une vision de la nature en été. L'eau coule d'une cascade qui répand une agréable fraicheur. Sur la rive, à gauche, une grue à tête rouge (tanchō) crie sous un grand pin.
La combinaison de l'arbre et de l'oiseau, très en faveur, symbolise la longévité; elle s'étend jusqu'à la cloison ouest
.
Un autre pin, au tronc tordu, constitue la partie droite. Il domine le panneau où une grue se promène avec une dignité princière. Dans un angle, les fleurs de fuyō (Hibiscus mutabilis), toutes traitées à l'encre de Chine, indiquent l'automne; la netteté de la composition symbolise l'air serein de cette saison. Les légères touches d'or donnent une impression de profondeur. Cette longue suite se termine, sur la gauche, par la scène d'hiver, avec des oies sauvages parmi les roseaux.

## Comparaison de styles
À la comparaison de ce tableau du jeune Eitoku avec l'œuvre de son grand-père Motonobu sensiblement de même sujet, le changement survenu entre ces générations, qui reflètent deux époques différentes, est bien visible. Chez Eitoku, le traitement de l'arbre et de l'oiseau accentue la recherche de l'effet décoratif, l'espace est mieux rempli, les lignes sont plus fermes et les traits plus vifs. D'esprit moins philosophique que son grand-père, le jeune artiste réussit à insuffler aux techniques classiques de sa famille plus de vigueur, plus de puissance décorative, et il ouvre ainsi la voie à une époque nouvelle.
Le style inauguré par Eitoku fait naître plusieurs grands artistes même en dehors de l'École Kanō dont l'un des plus célèbres, Hasegawa Tōhaku.

## Musées
- Kyōto (Temple Daitoku-Ji):

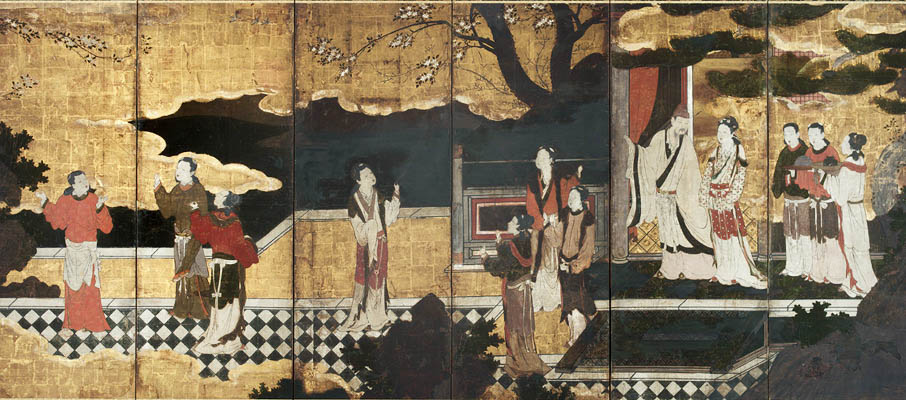

  - Prunier et pin, encre et couleurs sur papier, portes à glissière.
- Tōkyō (Nat. Mus.):
  - Hinoki byōbu, daté 1590, paravent avec hinoki.
  - Paysages à la chinoise (cyprès), encre sur papier, deux rouleaux en hauteur.